# Filomena Borecká
Filomena Borecká (* 22. října 1977 Praha) je česká kreslířka, sochařka a výtvarnice. Od roku 1998 žije a tvoří střídavě v Paříži a v Praze.

## Vzdělání
- od 2013 – doktorandské studium, Paris 1 Panthéon-Sorbonne, Arts Plastiques & Science de l'Art
- 2012–2013 Master II, Arts Plastiques & Science de l'Art, Univerzita Paříž 1 Panthéon-Sorbonne, Paříž
- 2005 Post Diplôme, École nationale supérieure des beaux-arts Paříž, Francie
- 2004–1998 École nationale supérieure des beaux-arts, DNSAP (Diplôme national supérieur d'Art Plastique), Francie
- 2003 Master of Fine Arts Program, Hunter College, CUNY, New York, USA
- 1996–1997 Akademie výtvarných umění v Praze
- 1994–1996 Střední umělecko-průmyslová škola sochařská, Hořice v Podkrkonoší

## Stipendia, granty a ocenění
- 2016 Stipendium na badatelskou činnost – (Allocation de recherche 2013–2016)
- 2012 Pařížská radnice, Francie
- 2011 Cena města Prahy pro mladé umělce do 35 let, Praha
- 2010 Atelier města Paříže, http://montmartre-aux-artistes.org/ Archivováno 30. 8. 2011 na Wayback Machine.
- 2009 Eranos – sociologický kabinet, Paříž, Francie
- 2008 Nadace podniku Ricard, Paříž, Francie
- 2007 DRAC, umělecký pobyt na zámku v Pujols-sur-Dordogne, Francie
- 2005 Nadace Tomáše Bati, Aix-en-Provence, Francie
- 2004 Stipendium francouzské vlády, Paříž, Francie
- 2003 Colin-Lefrancq, New York, Francie
- 2000 Nadace Oldřicha Dubiny, Curych, Švýcarsko
- 1998–1999 Stipendium francouzské vlády, Paříž, Francie

## Umělecké pobyty
- 2014 Vila Paula, Klatovy, Klenová
- 2011 L'H du Siège, Valenciennes, Francie http://www.hdusiege.org/
- 2009 Le Socle, Atelier 100, Paříž, Francie
- 2009 Mezinárodní sochařské symposium, Hořice v Podkrkonoší
- 2008 Générale en Manufacture, Sèvres, Francie
- 2007 Umělecká rezidence Nouaison, Pujols-sur-Dordogne, Francie
- 2005 Zámek Lourmarin, Nadace Laurent Vibert, Aix-en-Provence, Francie
- 1998–2000 Cité internationale des arts, Paříž, Francie

## Výstavy

### Samostatné výstavy (výběr)
- 2017 Journées du Patrimoine, Velvyslanectví České republiky v Paříži
- 2014 Souffle de la Ligne, Salon H, Rue Savoie, Paříž, Francie
- 2012 Bílá noc, PHRENOS - banka dechu, oddací síň radnice 11. obvodu, Francie
- 2011 Oxymoron, České kulturní centrum, Paříž (katalog)
- 2009 PR-ÚNIKY, Galerie Havelka, Praha (katalog)
- 2008 Pod kůží, Umění Žen, Montreuil, Francie
- 2007 Méristèmes, zámek Pujols, Pujols-sur-Dordogne, Francie
- 2005 Amplitudes, Galerie Štěpánská 35, Francouzský institut, Praha (katalog)
- 2005 Fugacidad, v rámci evropského projektu Vytvářet Evropu, vytvářet kulturu, Muzeum Circulo de Bellas Artes, Madrid (katalog), Španělsko
- 2004 Kresby & zvukové sochy, Galerie Crous Beaux-Arts, Paříž, Francie
- 2000 TakeOff, Galerie Bernanos, Paříž, Francie

### Kolektivní výstavy (výběr)
2017
- Galerie Gratadou Intuiti, Paříž
- Dessine-moi un espoir, Cité Montmartre-aux-artistes, 189 rue Ordener, Paříž

2015
- Surface Sensible, E-Fest, mezinárodní výstava, Palác Abdelia, Marsa, Tunisko

2014
- Inter-visions, (s Montserratou Serra), Galerie U Bílého Jednorožce, Klatovy

2013
- Qu'est-ce que le sonore fait au visuel ?, Zámek Sevrière, Marseille evropské město kultury 2013

2009
- Jeune Création 2009, CenteQuatre, Paříž (katalog), Francie
- Anima x Animalia, Bienále současné keramiky, Couvent des Cordelies, Châteauroux (katalog), Francie
- SUperNova, mezinárodní výstava v Générale en Manufacture, Sèvers, Francie
- Spectator Novus, Galerie Kritiků, Palác Adria, Praha (katalog)

2008
- Un son par là, Carré des Arts, Nîmes, Francie
- Jeune Création 2008, Parc de la Villette, Paříž (katalog), Francie
- Aeronále, intervence ve veřejných prostorách letiště Ruzyně, Praha
- Autoportrét v českém umění 20 a 21. století, Hluboká nad Vltavou (katalog)
- Second Life, v prostorách La Générale en Manufacture, Sèvers, Francie

2007
- Summer group show, Galerie Sévigné, Paříž, Francie
- Výběr, Galerie Jean Brolly, Paříž, Francie
- Alliance, v prostorách La Générale, Paříž, Francie
- Virtuálně tam a zpět, Umělecké Centrum Main d'œuvre, St.Ouen, Francie

2006
- Le multiple et l'éphémère, 51. Salón Montrouge, Paříž, Francie
- Pocta pro Jacqueline Lamba, Univerzita Julese Vernea v Picardii, Amiens, Francie

2005
- Inside and Out, International studio and Curatorial program, New York, Francie
- Dole bez, Dům umění Opava
- IndiviDUEL, Galerie akademie věd makromolekulární chemie, Praha
- Europe: minulost přichází, Palác Rihour, Lille, Francie

2004
- SmALL is beautiful, Galerie ARTEM, Quimper, Bretaň, Francie
- Continuum, Diesel Gallery, New York, USA
- Dole bez, Galerie Chrudimské Besedy, Chrudim

2003
- Dimension, Diesel Gallery, New York, USA

2002
- Cena Pierra Weillera, výstava vybraných kreseb, Galerie de l'Institut de France, Paříž, USA

2000
- Artistes du Monde, Galerie Bernanos, Paříž, USA

1999
- Výroční výstava umělců umělecké rezidence Cité internationale des arts, Paříž, Francie

### Realizace a projekty
- 2008–2009 Spolupráce se sociologickým kabinetem Eranos na bance dechů Phrenos
- 2006 Mapa Duše, monumentální kresba pro DOT.Architects Luka Križek, v prostorách firmy Vodafone Praha
- 2005–2006 Realizace interaktivních performancí se zvukovými sochami Chrliči a tanečníky: Bětka Májová, Praha / Sébastien Petit, Česko/Francie
- 2003 Spolupráce na projektu Choosen, Whitney Independent Study Programm, New York, USA
- 2002 Koncepce Mandaly, semináře psychoanalýzy umění Christian Gaillard, Ensba, Paříž, Francie